# Portal Tomb von Gilbertstown
Das Portal Tomb von Gilbertstown steht auf ebenem, nassem, mit Binsen bewachsenem Land bei Bruckless, 150 m östlich des Oily River, der etwa 3,0 km südlich, in der McSwyne’s Bay im County Donegal in Irland ins Meer mündet. Als Portal Tombs werden Megalithanlagen in Irland und auf den Britischen Inseln bezeichnet, bei denen zwei gleich hohe, aufrecht stehende Steine mit einem Türstein dazwischen, die Vorderseite einer Kammer bilden, die mit einem zum Teil gewaltigen Deckstein bedeckt ist.
Die teilweise eingestürzte Kammer war mindestens 2 m lang. Drei Orthostaten sind in situ erhalten. Ein Portal- und ein Seitenstein bilden die Nordseite der Kammer. Der Seitenstein lehnt sich gegen und überlappt den Portalstein. Ein im rechten Winkel zum inneren Ende des Portalsteins stehender Stein scheint der 0,8 m lange und 0,15 m dicke Schwellenstein zu sein. Der größte Teil der Struktur wird von einem Deckstein überdeckt, der eine Länge von etwa 3,7 m, eine Breite von 2,0 m und eine Dicke von 0,3 bis 0,5 m besitzt. Sein nördlicher Rand liegt auf dem erhaltenen Seitenstein und fällt an der Südseite ab, um nahe dem Boden auf den Enden zweier verschobener Platten zu ruhen, deren ursprüngliche Funktion unklar ist. Die verschobenen Platten messen 1,3 × 0,9 × 0,15 m bzw. 1,5 × 0,7 × 0,2 m. Die Spitze des Portalsteins, der vorne eine Höhe von 0,5 m und hinten eine von 0,9 m hat, scheint abgebrochen zu sein. Der Seitenstein erhebt sich bis 0,45 m über den Portalstein.